# Fiano Romano
Fiano Romano est une commune italienne située dans la ville métropolitaine de Rome Capitale dans la région Latium en Italie centrale.

## Géographie
La ville de Fiano Romano est située à vol d'oiseau à 30 km au nord du centre de Rome, 50 km au sud-est de Viterbe, 45 km au sud de Terni et 35 km au sud-ouest de Rieti.

## Administration
| Période                                  | Période | Identité | Étiquette | Qualité |
| ---------------------------------------- | ------- | -------- | --------- | ------- |
|                                          |         |          |           |         |
| Les données manquantes sont à compléter. |         |          |           |         |

### Communes limitrophes
Capena, Civitella San Paolo, Montelibretti, Montopoli di Sabina, Nazzano